# Blender (Kryptographie)

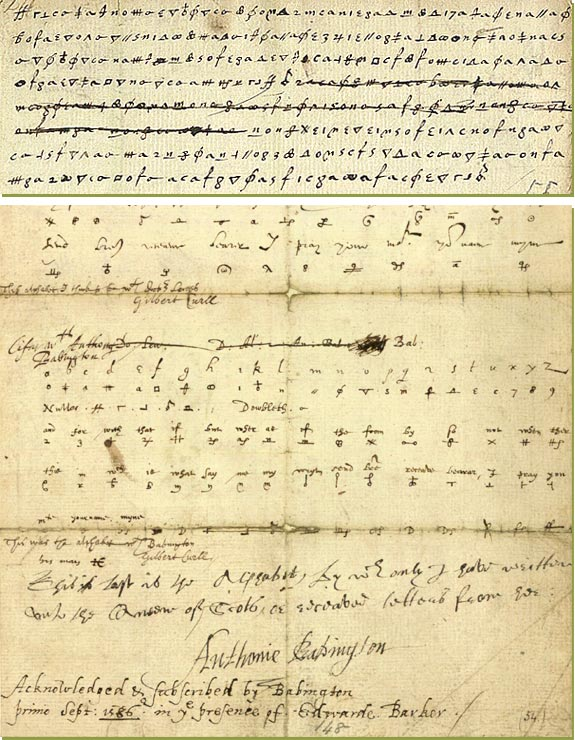
Bei diesem Nomenklator wurden vier besondere Geheimzeichen als Blender (engl. hier: „Nulles“) verwendet

Als Blender (auch: Füller, Niete oder Null, engl.: blog, dummy, filler oder null) werden in der Kryptographie, also der Wissenschaft von der Verschlüsselung von Informationen, Zeichen genannt, die keine Nachricht enthalten, sondern deren Zweck hauptsächlich darin besteht, einen möglichen unbefugten Entzifferer zu blenden, das heißt, zu verwirren und mit sinnloser kryptanalytischer Tätigkeit zu beschäftigen.
Blender können auch willkürlich in einen Text eingestreute Wahlworte sein. Diese dienen häufig zum Auffüllen des Geheimtextes an dessen Anfang oder am Ende, um beispielsweise ein einheitliches Format zu erreichen, oder, um stereotype Textteile wie Grußfloskeln zu verschleiern, die ein beliebtes Angriffsziel für Codeknacker sind (siehe auch: Crib).

## Füllspruch
Gelegentlich bestehen auch komplette Funksprüche vollständig nur aus Blendern. Dies geschieht, um dem Gegner Funkaktivität vorzutäuschen. Solche Sprüche werden als „Füllsprüche“ bezeichnet.
Ein Füllspruch Anfang 1941, bei dem der Verschlüsseler zur Texterstellung immer denselben Buchstaben verwendete (die rechte, untere Taste L einer Enigma-K), führte am 25. März 1941 zur Entzifferung eines italienischen Funkspruchs, was sich auf die Schlacht bei Kap Matapan auswirkte. Siehe hierzu: Mavis Lever.